# 張吉山
張吉山（韓語：장길산，？—？）是朝鮮王朝肅宗在位期間活躍的一個盜賊。韓國人將他與洪吉童、林巪正並稱為朝鮮三大義賊。
關於張吉山的生平瞭解並不多，根據《朝鮮王朝實錄》，朝鮮肅宗曾在1697年下達教書，稱張吉山慓悍無比，率領盜賊往來於各道，其追隨者非常多。朝廷曾下令追捕，但經過十多年尚未將其擒獲。
在《朝鮮王朝實錄》中，關於張吉山的記載共有兩條。一條是在1692年，張吉山竄入平安道陽德縣境內。捕盜廳派遣官軍前往追捕，被他逃脫。大臣請求降罪於該縣縣監，以警示他邑，獲得朝鮮肅宗的允許。另一條是在1697年，張吉山參與了推翻朝鮮王朝、並以之為根據地進軍中原的逆謀。與洪吉童、林巪正不同的是，在《朝鮮王朝實錄》中，沒有找到張吉山被逮捕的記錄。

## 文學及影視形象
- 張吉山 (小說)，黃皙暎著，1974年至1984年發表於韓國日報
- 張吉山 (漫畫)，백성민著，1989年至1991年
- 張吉山 (電視劇)（朝鲜语：장길산 (드라마)），SBS，2004年。